# Extended range operations by twin-engined aeroplanes
 (juin 2025).
Sa qualité peut être largement améliorée en utilisant un vocabulaire plus directement compréhensible.
 (juin 2025).
[style à revoir]
Extended range operations by twin-engined aeroplanes (ETOPS) est un règlement de l'Organisation de l'aviation civile internationale (OACI) permettant aux avions commerciaux équipés de deux moteurs d'utiliser des routes aériennes comportant des secteurs à plus d'une heure d'un aéroport de déroutement, comme notamment lors de la traversée d'océans ou de déserts.

Différence entre un plan de vol ETOPS (ligne continue verte) et un plan de vol non ETOPS (ligne en pointillé bleue)

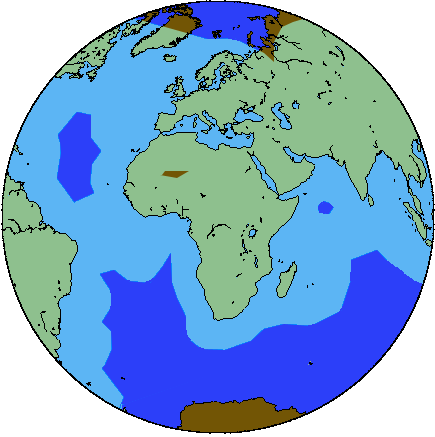
En clair, zones autorisées aux avions ETOPS-120 sur la zone Europe-Afrique.

Bien que toujours utilisé par la plupart des autorités, le terme ETOPS a été remplacé par l'OACI par le terme EDTO (Extended Diversion Time Operations) dans l'amendement 36 (en 2012) de la partie 1 de l'Annexe 6 de la Convention de Chicago. L'usage du terme ETOPS pour désigner le concept EDTO est autorisé par l'OACI dans la même annexe.
En fonction d'une certification théorique puis de la fiabilité constatée des appareils et de leurs moteurs, un certificat ETOPS-75, ETOPS-90, ETOPS-120, ETOPS-180, voire supérieur à 180 minutes est délivré. Cette dernière certification permet l'exploitation d'un avion sur 90 % des destinations au prix, parfois, d'une route plus longue qu'avec un quadrimoteur.
Cette certification permet aux biréacteurs, essentiellement les Airbus A300, A310, A320, A330, A350 ainsi que les Boeing B737, B757, B767, B777, B787 de faire des vols long-courriers au-dessus de zones inhabitées (océans, déserts, pôles) à plus de 60 minutes d'un aéroport de déroutement (en cas de détresse).
La certification ETOPS pourrait être prochainement remplacée par une nouvelle baptisée LROPS, pour Long Range Operational Performance Standards, qui prend en compte tous les types d'avions et non plus seulement les bimoteurs.La législation LROPS semble avoir été abandonnée au détriment de l'EDTO.[réf. nécessaire]
Par ailleurs, pour la première fois, la Federal Aviation Administration adopta ETOPS pour les quadriréacteurs selon lequel ces appareils construits après février 2015 ont besoin d'ETOPS, s'ils effectuent plus de 180 minutes de vol sans disponibilité d'atterrissage. Il faut désormais ETOPS, quel que soit le nombre de moteurs.

## Historique

### Moteurs à pistons
Le premier vol transatlantique date de 1919 : Alcock et Brown, deux pilotes de la RAF, joignirent Terre-Neuve au Connemara (Ouest de l'Irlande) sur un bimoteur Vickers Vimy. De tels vols avec des bimoteurs à pistons étaient très risqués au vu de la faible fiabilité de ces moteurs. La FAA introduisit la règle des 60 minutes en 1953 pour les bimoteurs. Ceux-ci devaient donc tracer une route restant en permanence à moins de 60 minutes d'un aéroport, ce qui les excluait d'un certain nombre de routes et rallongeait beaucoup d'autres.

### Réacteurs

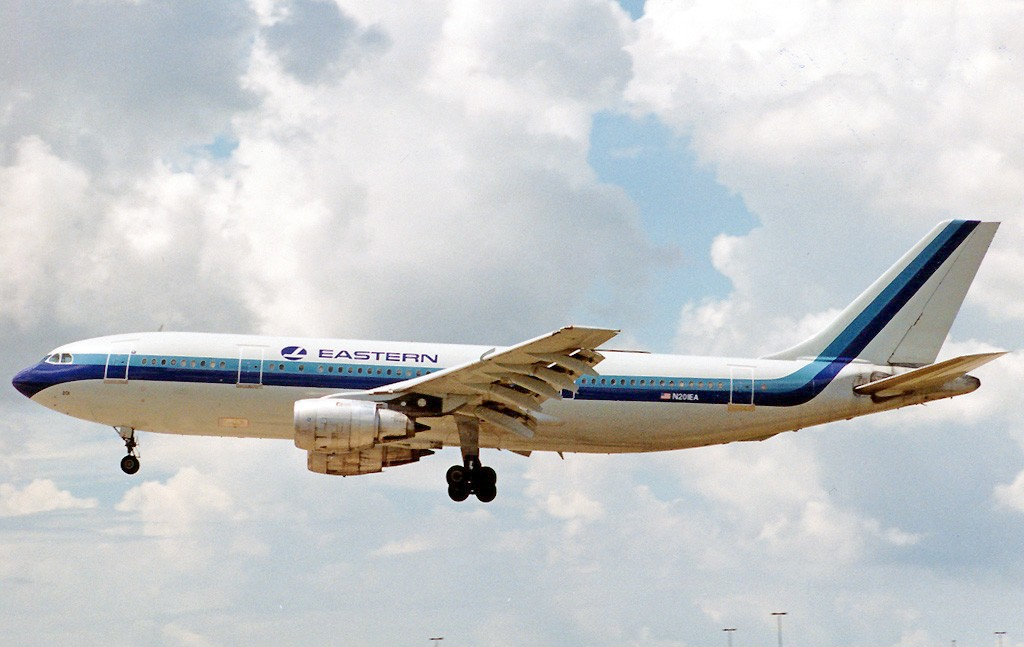
Le premier A300 auprès d'Eastern Airlines, N201EA. Le réacteur CF6 connaissait une bonne fiabilité.

Les turboréacteurs démontrèrent rapidement, dès la fin des années 1950, une bien meilleure fiabilité et réserve de puissance que les moteurs à pistons.
C'est ainsi que le triréacteur Boeing 727, présentant un bon historique de fiabilité, put s'affranchir de la règle des 60 minutes et desservir des routes transatlantiques directes, ouvrant la voie aux grands triréacteurs Lockheed L-1011 TriStar et McDonnell Douglas DC-10. Seuls les bimoteurs restaient dépendants de la règle des 60 minutes. En dehors des États-Unis, les compagnies suivaient les règles de l'OACI qui avait choisi une limite à 90 minutes.
Avec les progrès de l'aéronautique, le réacteur gagna en fiabilité. Ainsi, le moteur General Electric CF6-50C2 équipant l'A300 établit en 1983 un véritable record : durant 12 mois, aucun réacteur de la flotte d'Eastern Air Lines ne subit d'arrêt lors de leurs vols, entre 1982 et 1983, grâce à la qualité de ce moteur ainsi qu'au système de contrôle développé par Airbus. L'exploitation du réacteur enregistrait 128 000 heures au total durant cette période auprès de la compagnie.

### Premières expériences ETOPS
L'OACI et la FAA constatèrent que les nouveaux modèles d'avions biréacteurs conçus pour les vols de longue durée pouvaient assurer des routes transocéaniques et rédigèrent les règles ETOPS pour une durée de déroutement de 120 minutes, permettant les vols transatlantiques directs. Aujourd'hui, la plupart des vols transatlantiques sont réalisés avec des biréacteurs. La première autorisation ETOPS-90 délivrée par la FAA fut obtenue en 1985 par TWA pour opérer Saint-Louis - Francfort avec un Boeing 767. Elle sera plus tard étendue à 120 minutes.
La vitesse de référence pour les règles ETOPS dépend de l'appareil et de la certification accordée par une autorité à une compagnie aérienne.

## Règles actuelles

### Extensions des règles ETOPS

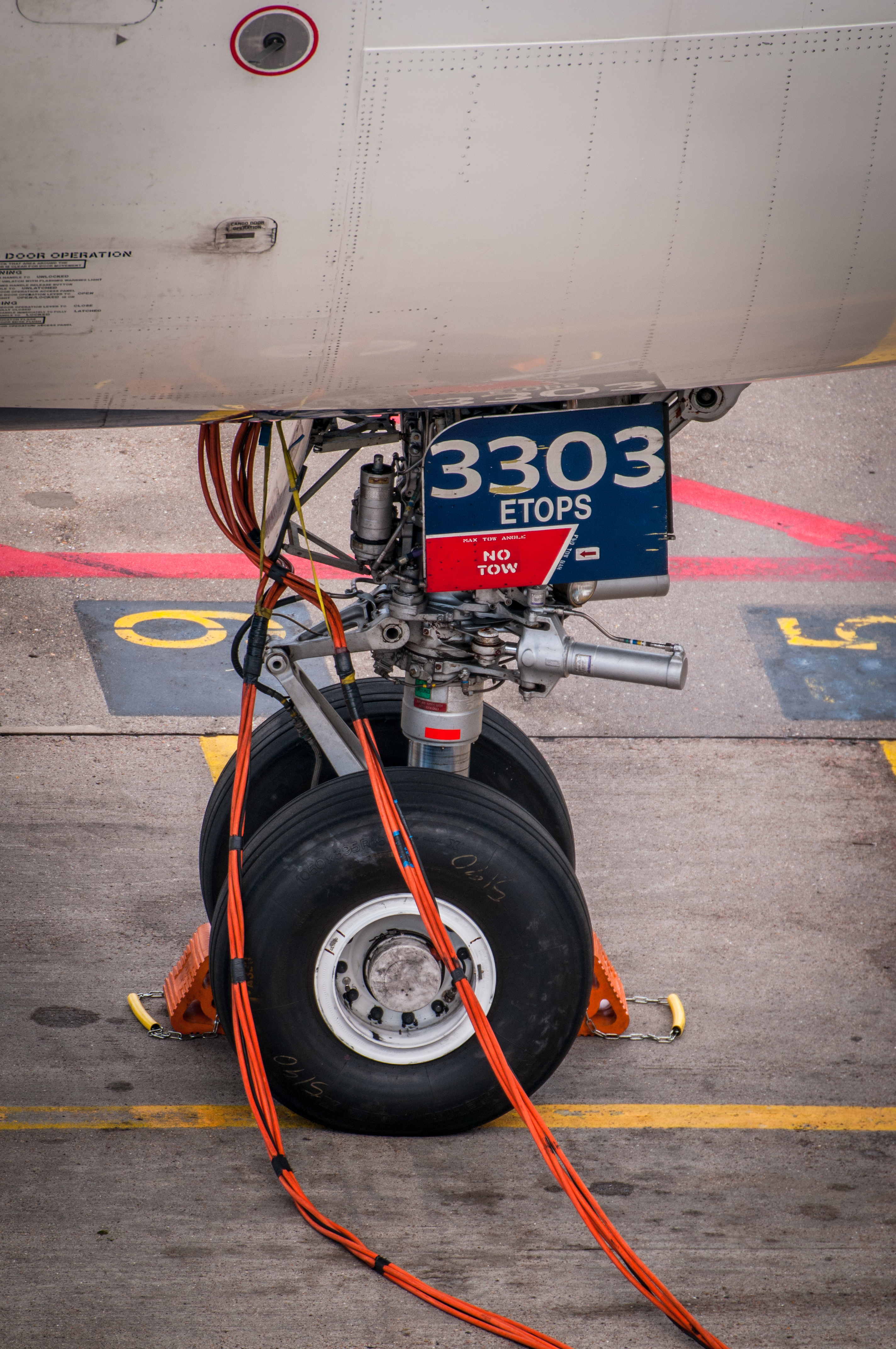
Train avant de N803NW A330-323X auprès de Delta Air Lines. L'A330 passager est actuellement autorisé ETOPS240. D'ailleurs, ETOPS est attribué à chaque appareil, et non à la flotte. C'est la raison pour laquelle cet exemplaire indique sa certification.

La FAA puis la JAA (Joint Aviation Authorities regroupant les autorités aéronautiques européennes, progressivement remplacée par l'EASA depuis 2003) approuvèrent les règles ETOPS-180 sous réserve de critères techniques et des résultats d'au moins un an d'exploitation en ETOPS-120. Cette qualification fut décernée à partir de 1989, aux A300-600, A310, A320, A330, Boeing 757, 767 et certains 737 et permettait de joindre plus de 95 % des terres habitées. Le succès des vols ETOPS brisa la carrière du McDonnell Douglas MD-11 et ralentit celle du Boeing 747.
Quelques ajustements récents ont ouvert les routes ETOPS-138 permettant les opérations sur l'Atlantique Nord même quand les aéroports d'Islande et du Groenland sont fermés pour cause de mauvais temps et ETOPS 207 sur le Pacifique Nord (en cas de fermeture des aéroports des Aléoutiennes), en grande partie sous la pression de Boeing pour assurer le succès de son 777 sur le Pacifique. Le JAA n'a pas approuvé cette extension.
En novembre 2009, l'EASA a certifié un avion « ETOPS supérieur à 180 minutes », ce qui correspond en réalité à un temps de vol sur un seul moteur de 240 minutes minimum. Cette certification permet une couverture encore plus complète des routes possibles.

### Exclusions ETOPS
Quelques liaisons restent interdites aux bimoteurs dans le Pacifique Sud et l'océan Indien, comme Perth-Johannesbourg. La ligne Auckland-Buenos Aires, longtemps interdite aux vols ETOPS est désormais également desservie par des bimoteurs.

### Obtention de l'approbation ETOPS
Pour la certification de l'ETOPS, il faut, précisait David Solar, responsable auprès de l'AESA en septembre 2014, au moins 2 400 heures de vols.
L'autorisation de l'ETOPS est attribuée à chaque appareil. D'où, parfois les compagnies aériennes choisissent et distinguent leurs appareils. Ainsi, American Airlines, qui commença son exploitation de l'A321 vers Hawaï en août 2015, limite et distingue ses exemplaires obtenant l'ETOPS (A321H, selon AAL) d'autres (A321S) n'ayant pas besoin de cette fonction.
L'approbation ETOPS est un processus en deux étapes :

#### Approbation de type
L'avion et chacun des types de moteurs envisagés pour des opérations ETOPS doivent intégrer les exigences ETOPS de base dans leur processus de certification de type.
Les scénarios de test comprennent des survols océaniques avec un moteur éteint pendant la durée de déroutement envisagée (par exemple 3 heures pour ETOPS-180).
Ces tests doivent valider, outre la capacité de l'appareil à effectuer ce trajet, que l'équipage peut raisonnablement gérer la surcharge de travail nécessaire.
Ils doivent également démontrer la probabilité quasi nulle d'une extinction simultanée du second moteur.

#### Approbation de l'opérateur
En complément de l'approbation de l'appareil, chaque opérateur (compagnie aérienne) qui veut opérer des vols ETOPS doit répondre aux règlements de l'aviation civile de son pays d'origine. Cette approbation opérationnelle exige la mise en place de procédures pour les équipes de maintenance et de navigants en complément des procédures de base pour lesquelles techniciens et pilotes doivent être formés et qualifiés. Cette seconde approbation peut être rapide pour des compagnies réputées par leur capacité à opérer de tels vols. Les compagnies moins reconnues doivent effectuer des vols de validation avant obtention de l'autorisation.
Le déroulement des vols ETOPS est suivi en permanence par les autorités de l'aviation civile, qui enregistrent tous les incidents qui pourraient être préjudiciables à cette capacité.

##### Vol de vérification
De sorte que pour qu'une compagnie aérienne obtienne son ETOPS, le vol de vérification est donc obligatoire. Ainsi, le 1er juillet 2015, Aerolíneas Argentinas effectua son remplacement de l'A340 par l'A330, en faveur d'une de ses lignes principales, de Buenos Aires à Madrid. Il avait fallu que l'appareil LV-FVH, A330-202 livré le 28 février 2015, exécute à l'avance le vol de vérification vers Madrid le 5 mai, pour sa certification d'ETOPS.

### Condition de l'exploitation
La certification ETOPS de type n'est pas suffisante. L'opérateur doit recevoir une certification de la direction de l'aviation civile locale. L'obtention de cette certification implique que l'opérateur rédige une partie dédiée à l'ETOPS dans son manuel d'exploitation et que le personnel soit formé pour exploiter ces vols.

### Liste des avions certifiables ETOPS

#### ETOPS 120 minutes
- Airbus A300
- ATR 42 et 72
- Boeing 737 Classic + BBJ
- Tupolev Tu-204

#### ETOPS 180 minutes
- Airbus A220
- Famille Airbus A320 : A318, A319, A320, A321.
- Airbus A300-600/600R[10], Airbus A310[10] et A330-200F
- Airbus A330 MRTT (ETOPS/METOPS180, METOPS-AAR (extended-range twin-engines operation on the military aircraft register for air-to-air refueling))[11]
- Boeing 737 NG
- Boeing 757, 767 et 777
- Bombardier Global 5000

#### ETOPS240 minutes
- Airbus A330 tous types passager[4] (depuis le 13 octobre 2009) : ETOPS240 au lieu d'ETOPS180

#### ETOPS285 minutes
- Airbus A330-841 et -941 (type dit Neo) (depuis le 24 janvier 2019 (-941) et le 2 avril 2020 (-841)) : ETOPS285 au lieu d'ETOPS180

#### ETOPS330 minutes
- Boeing 787 : ETOPS330 au lieu d'ETOPS180[12]
- Boeing 777 (depuis 2011) : ETOPS330 au lieu d'ETOPS180[13]

#### ETOPS370 minutes
- Airbus A350 XWB : (ETOPS420 prévu[14]) ; ETOPS370, certifié le 15 octobre 2014, avant la première livraison[15]

#### ETOPS pour quadriréacteur (règle de FAA depuis février 2015)
- Boeing 747-8 (depuis mars 2015) : ETOPS330 au lieu de 180 minutes d'exploitation sans restriction[1]

## Incident
Le 31 août 2015, un A321 d'American Airlines a effectué son opération ETOPS de Los Angeles à Honolulu. Or, un des employés a fait un signalement à l'autorité, après avoir découvert que l'appareil en usage, N137AA, n'avait pas la certification d'ETOPS. Cet A321-231, appareil quasiment neuf, a cependant atterri sans problème à Honolulu. Bien entendu, le vol de retour a été annulé et ses passagers ont été transportés par un autre appareil, adapté au vol ETOPS,.